# Portail du Clos des Coutures
Le portail du Clos des Coutures est un édifice situé à Caen, en France.

## Localisation
Le monument est situé dans le département français du Calvados, sur le territoire de la commune de Caen, à 160 m au nord de l'église de la Trinité de l'abbaye aux Dames.

## Historique
Situé dans le Bourg-l'Abbesse, le clos des Couture était un enclos qui appartenait à l'abbaye aux Dames. Comme son nom l'indique, le domaine agricole était entouré d'un mur en pierre ; le portail principal sur la route de Colombelles et de Ouistreham, au niveau de la petite-place Saint-Gilles (actuelle place Saint-Gilles), est daté de 1625. 
Sur le cadastre napoléonien, le clos des Coutures occupe un vaste terrain compris entre le chemin de Colombelles (avenue Georges-Clemenceau), la rue de la Croix-Guérin (avenue Croix-Guérin), le chemin Saint-Julien (rue d'Hérouville) et d'une ligne reliant l'actuel 71 avenue Georges-Clemenceau à l'actuel 76 rue d'Hérouville (le mur d'enceinte est toujours visible).
En 1868, l'Ordre du Carmel construit son couvent sur une partie du clos ; ce couvent, touché partiellement en 1944 pendant la bataille de Caen, a été reconstruit à son emplacement. À part cet établissement religieux et quelques maisons disséminées, le clos des coutures conservent toutefois son caractère rural. Le clos des Coutures est entièrement urbanisé dans la seconde partie du XXe siècle. On y reconstruit notamment l'institut Lemonnier, détruit pendant la bataille de Caen, qui se trouvait à l'origine de l'autre côté de l'avenue Croix-Guérin.

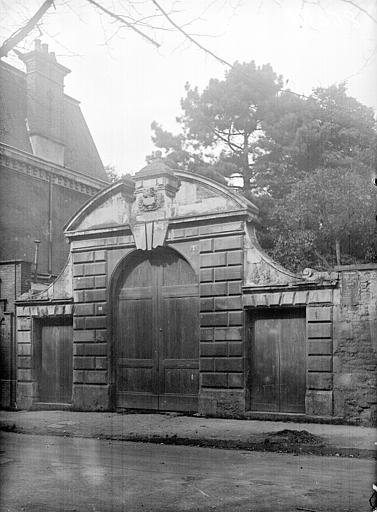
Le portail au début du XXe siècle
Limite du clos des Coutures

## Architecture
L'édifice est inscrit au titre des monuments historiques depuis le 1er juin 1927.